# ГЕС Ларджі
ГЕС Ларджі – гідроелектростанція на півночі Індії у штаті Гімачал-Прадеш. Знаходячись перед ГЕС Понг, становить верхній ступінь каскаду на річці Біас, яка впадає праворуч до Сатледжу (найбільший лівий доплив Інду). При цьому між станціями Ларджі та Понг також здійснюється відбір ресурсу для дериваційної схеми ГЕС Дехар.
В межах проекту річку перекрили греблею із ущільненого котком бетону висотою 27 метрів та довжиною 50 метрів, яка потребувала 112 тис м3 матеріалу. Вона утримує водосховище з площею поверхні 0,48 км2 та об’ємом 3,4 млн м3 (корисний об’єм 2,3 млн м3). 
Зі сховища ресурс спрямовується до прокладеного під правобережним гірським масивом дериваційного тунелю довжиною 4,1 км з діаметром 8,5 метра, який переходить у три підземні напірні водоводи з діаметром 4,5 метра. В системі також працює вирівнювальний резервуар висотою 71 метр з діаметром 37 метрів.
Споруджений у підземному виконанні машинний зал має розміри 110х20 метрів. Він обладнаний трьома турбінами типу Френсіс потужністю по 42 МВт, які використовують напір у 57  метрів.
Відпрацьована вода повертається у річку по відвідному тунелю довжиною 0,26 км з діаметром 10 метрів.
Видача продукції відбувається по ЛЕП, розрахованій на роботу під напругою 132 кВ.